# لاين بوند
لاين بوند (7 نوفمبر 1973 في المملكة المتحدة - )  (بالإنجليزية: Iain Bond)‏ هو لاعب كريكت بريطاني. لعب مع Devon County Cricket Club ‏.

## وصلات خارجية
- لاين بوند على موقع إي آس بي آن كريك إنفو (الإنجليزية)